# Taekwondo en los Juegos Paralímpicos
El taekwondo adaptado fue incluido en los Juegos Paralímpicos de Verano desde la decimosexta edición que se celebró en Tokio (Japón) en 2020.

## Ediciones
| N.º | Año  | Sede  | País    |
| --- | ---- | ----- | ------- |
| I   | 2020 | Tokio | Japón   |
| II  | 2024 | París | Francia |

## Medallero
- Actualizado hasta París 2024.[2]

| Núm. | País                                 | Oro | Plata | Bronce | Total |
| ---- | ------------------------------------ | --- | ----- | ------ | ----- |
| 1    | Uzbekistán (UZB)                     | 2   | 2     | 0      | 4     |
| 2    | Brasil (BRA)                         | 2   | 1     | 2      | 5     |
| 3    | Reino Unido (GBR)                    | 2   | 1     | 1      | 4     |
| 4    | Perú (PER)                           | 2   | 0     | 0      | 2     |
| 5    | Turquía (TUR)                        | 1   | 4     | 2      | 7     |
| 6    | Irán (IRI)                           | 1   | 2     | 2      | 5     |
| 7    | México (MEX)                         | 1   | 1     | 1      | 3     |
| 8    | Mongolia (MGL)                       | 1   | 1     | 0      | 2     |
| 9    | Azerbaiyán (AZE)                     | 1   | 0     | 1      | 2     |
| 9    | Dinamarca (DEN)                      | 1   | 0     | 1      | 2     |
| 9    | República Popular China (CHN)        | 1   | 0     | 1      | 2     |
| 12   | Israel (ISR)                         | 1   | 0     | 0      | 1     |
| —    | Atletas Paralímpicos Neutrales (NPA) | 0   | 1     | 0      | 1     |
| 13   | Croacia (CRO)                        | 0   | 1     | 0      | 1     |
| 13   | Egipto (EGY)                         | 0   | 1     | 0      | 1     |
| 13   | Francia (FRA)                        | 0   | 1     | 0      | 1     |
| 16   | RPC (RPC)                            | 0   | 0     | 3      | 3     |
| 17   | Argentina (ARG)                      | 0   | 0     | 2      | 2     |
| 17   | Corea del Sur (KOR)                  | 0   | 0     | 2      | 2     |
| 17   | Estados Unidos (USA)                 | 0   | 0     | 2      | 2     |
| 17   | Grecia (GRE)                         | 0   | 0     | 2      | 2     |
| 17   | Marruecos (MAR)                      | 0   | 0     | 2      | 2     |
| 17   | Tailandia (THA)                      | 0   | 0     | 2      | 2     |
| 23   | Australia (AUS)                      | 0   | 0     | 1      | 1     |
| 23   | China Taipéi (TPE)                   | 0   | 0     | 1      | 1     |
| 23   | Equipo de Atletas Refugiados (RPT)   | 0   | 0     | 1      | 1     |
| 23   | Georgia (GEO)                        | 0   | 0     | 1      | 1     |
| 23   | Italia (ITA)                         | 0   | 0     | 1      | 1     |
| 23   | Nepal (NEP)                          | 0   | 0     | 1      | 1     |
|      | TOTAL                                | 16  | 16    | 32     | 64    |